# 日本大学生産工学部・大学院生産工学研究科
日本大学生産工学部（にほんだいがくせいさんこうがくぶ、College of Industrial Technology, Nihon University 略称：CIT）は、生産工学を教育・研究する大学の学部である。生産工学研究科（せいさんこうがくけんきゅうか）は、生産工学の理論および応用を教育・研究する大学院の研究科である。いずれも工学系である。略称は、日大生産工学部。

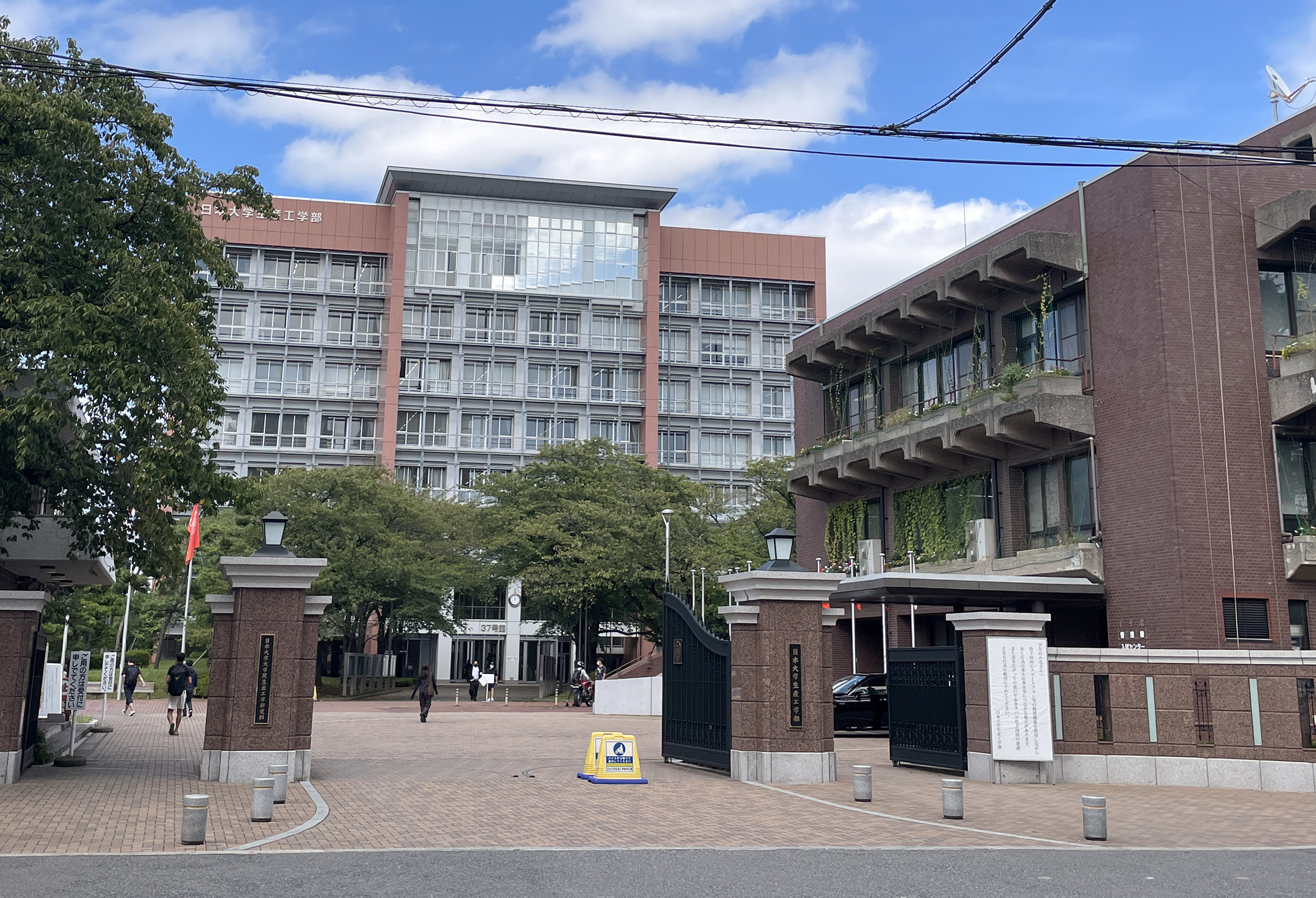
津田沼キャンパス

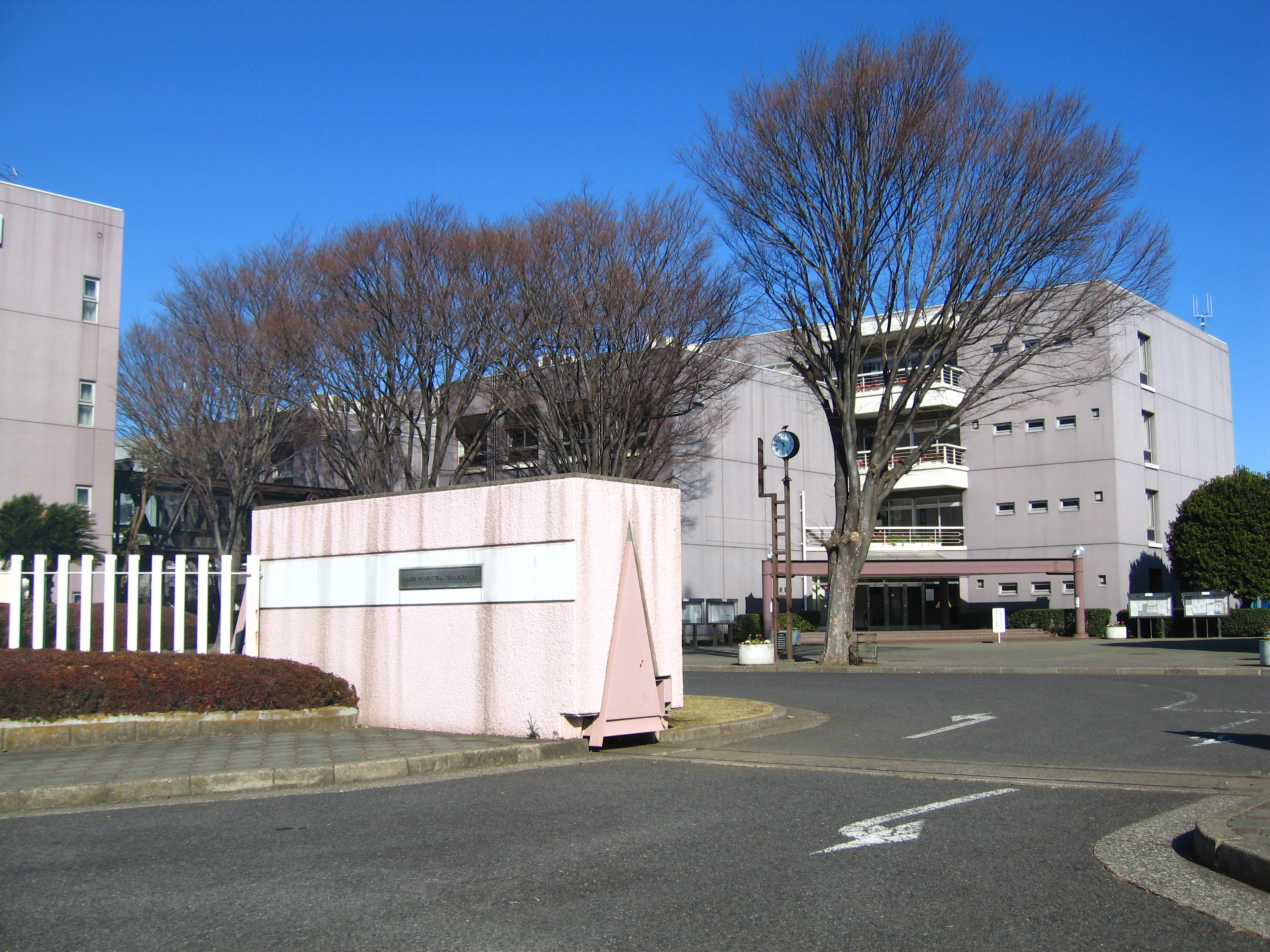
実籾キャンパス

## 概要
日本大学生産工学部は、1952年、日本大学工学部（現・日本大学理工学部）の学部内に作られた「工業経営学科」を起源とする。その後、「工学部工業経営学科」→「理工学部工業経営学科」→「理工学部経営工学科」と名称変更し、1965年、日本大学理工学部経営工学科は発展する形で、日大理工学部から「日本大学第一工学部」として分離独立した。そして、1966年、「第一工学部」は「生産工学部」と名称変更して、現在の日本大学生産工学部となった。
日本大学生産工学部は、経営・管理が理解できる理工系技術者を育成することを目的に創設された。
「生産工学系科目」では経営・管理の内容を幅広く学び、「生産実習」では、大学で学んでいる知識が社会でどのように利用されているかを、企業や公的機関等の実習体験を通じて学ぶ。
工学教育では、「専門教育科目」があり、それは、「専門工学科目」と「実技科目」の2つがある。「専門工学科目」では、その学科の専門知識を学生が講義を受けて学んでいき、「実技科目」では、その学科の実験実習・設計製図などを学生が体験することで、学生はその分野の工学スキルを身につけていく。そして、講義を理解し、さらなる応用力を目指して、次の卒業研究、ゼミナールに進んでいく。
また、日本大学生産工学部では、幅広い視野を育むという視点から、どの学科の学生でも、所属学科に縛られることなく、他の専門分野の授業科目を履修することが可能であり、もし、その単位を取得した場合、所属学科の専門教育科目の単位として認定する制度がある。
キャンパスは千葉県習志野市新栄の「実籾キャンパス」、習志野市泉町の「津田沼キャンパス」の二つある。
建築工学科、土木工学科、応用分子化学科、数理情報工学科、電気電子工学科には、「日本技術者教育認定機構」（JABEE）対応のコースが設置されている。津田沼校舎の近隣地には、東邦大学理学部・薬学部があり、両大学間で単位互換が可能である。また、1999年（平成11年）から、アメリカのケント州立大学と学術交流協定を結んでいる。

## 沿革

### 年表
- 1928年（昭和3年） - 日本大学工学部（現・日本大学理工学部）設置。
- 1952年（昭和27年） - 東京都神田駿河台に工学部工業経営学科（現・日本大学生産工学部）を新設。
- 1957年（昭和32年） - 千葉県習志野市に工学部工業経営学科を移転。
- 1957年（昭和33年） - 工学部を理工学部と名称変更し、工業経営学科を工経・土木・建築・機械・電気・工化の6コースの専攻別に組み分ける。
- 1961年（昭和36年） - 理工学部工業経営学科を経営工学科と改称。
- 1965年（昭和40年） - 日本大学第一工学部（機械工・土木工・建築工・工業化学工・管理工の5学科）を設置し、津田沼校舎にて開校する。理工学部経営工学科募集停止。
- 1966年（昭和41年） - 日本大学第一工学部は学部名を「生産工学部」と改称する。同時に、電気工・統計の2学科を増設し、機械工・電気工・土木工・建築工・工業化学・管理工・統計の7学科となる。
- 1970年（昭和45年） - 修士課程設置。
- 1972年（昭和47年） - 博士課程設置。
- 1974年（昭和49年） - 統計学科を数理工学科と名称変更。
- 1975年（昭和50年） - 修士課程・博士課程を博士前期課程・博士後期課程と改組。
- 1980年（昭和55年） - 博士前期課程・博士後期課程に数理工学専攻を増設。
- 1982年（昭和57年） - 実籾校舎竣工。
- 1992年（平成4年） - 創設40周年を迎える。
- 1993年（平成5年） - 一般教育を教養・基礎科学系と名称変更。
- 1997年（平成9年） - 創設45周年を迎える。
- 2001年（平成13年） - 電気工学科を電気電子工学科、工業化学科を応用分子化学科、数理工学科を数理情報工学科に名称変更。
- 2002年（平成14年） - 創設50周年を迎える。
- 2005年（平成17年） - 博士前期課程・博士後期課程の電気工学専攻を電気電子工学専攻、工業化学専攻を応用分子化学専攻、数理工学専攻を数理情報工学専攻と名称変更。
- 2006年（平成18年） - 管理工学科をマネジメント工学科と名称変更。
- 2009年（平成21年） - 環境安全工学科と創生デザイン学科を新設。
- 2010年（平成22年） - 博士前期課程・博士後期課程の管理工学専攻をマネジメント工学専攻と名称変更。

## 教育および研究

### 学科一覧
- マネジメント工学科
  - ビジネスマネジメントコース
  - 経営システムコース
  - フードマネジメントコース
- 環境安全工学科
  - 環境安全コース
  - 環境エネルギーコース
- 創生デザイン学科
  - プロダクトデザインコース
  - 空間デザインコース
- 機械工学科
  - 自動車コース
  - 航空宇宙コース
  - 機械創造コース
- 電気電子工学科
  - エネルギーシステムコース
  - e-コミュニケーションコース
  - クリエイティブエンジニアリングコース（JABEE対応）
- 土木工学科
  - 環境・都市コース
  - マネジメントコース（JABEE対応）
- 建築工学科
  - 建築総合コース
  - 建築デザインコース
  - 居住空間デザインコース（女性のみ）
- 応用分子化学科
  - 生命化学コース
  - 物質デザインコース
  - 国際化学技術者コース（JABEE対応）
- 数理情報工学科
  - 数理情報システムコース
  - メディアデザインコース
  - 情報工学コース（JABEE対応）

上記のほかに、教養、基礎科学系に分類される教員がいる。

### 大学院
- 生産工学研究科
  - 土木工学専攻
  - 建築工学専攻
  - 機械工学専攻
  - 応用分子科学専攻[注 1]
  - 電気電子工学専攻[注 2]
  - マネジメント工学専攻[注 3]
  - 数理情報工学専攻[注 4]

### 研究機関

#### 自動車工学リサーチ・センター
自動車工学に関する産学連携を推進するために2010年に発足したのが自動車工学リサーチセンターである。国内最大級の産学連携（CAE）フォーラムを開催している。

#### 鉄道工学リサーチ・センター
鉄道の研究を行う拠点として設置されている。

### 研究
現在、文部科学省が行っている支援事業に九つものプロジェクトが採択されている。
- 私立大学戦略的研究基盤形成支援事業
  - 地域連携研究プロジェクト
    - 地域生活に安全・安心を与えるための建造物の高耐震化・再生化技術とヘルスモニタリング技術の応用に関する研究
- 私立大学学術研究高度化推進事業
  - 地球を守る水利用・水対策の先端技術に関する研究
  - 生命工学を応用した資源循環型社会の構築に関する研究
  - グリーン・サステイナブルな先端有機材料の高機能化と高選択的分離分析システムへの展開
  - 環境保全のための高比強度構造部材用生産技術の確立とその実用化のためのヘルスモニタリングおよびシミュレーション技術の応用
  - 地球環境調和型新技術開発を目的とする水の高度利用に関する研究
  - ヘルスモニタリング技術による先端材料と構造の社会的環境保全とライフサイクルアセスメント（LCA）の確立
  - 環境保全に役立つ技術とサステイナブルな有機先端材料の開発
  - 自然環境における複雑現象の解明とその先端科学技術への応用

## 施設
- 生産工学研究所
- ITセンター[5]
- 研究センター入出力室（24号館）
- 環境安全工学科
  - 低圧環境試験設備（40号館）
- 建築工学科
  - 風洞実験棟構造・振動実験室（22号館）
- 土木工学科
  - 構造・振動実験室（13号館）

## 未来工房
日大生産工学部は創設60周年を記念して39号館の1階に、「未来工房」を開設した。そこは、広大なスペースと多様な設備機器、工作機械、精密機器、作業ブースがあり、ここで、学生たちは、ものづくりの面白さ、楽しさを体感できるようになっている。未来工房は開館時間内ならば入室自由で、好きな時に好きなだけ、創作活動ができる。また、利用時間の制限等もないので、創作意欲のある学生は、自分の都合に合わせて好きな時間だけ使うことができる。
もし、機器の使い方などでわからないことがあれば、そこには経験豊富な常駐スタッフがいるので、そこで質問することができるサポートも用意されている。
現在、精密卓上旋盤、卓上ボール盤、レーザー加工機、小型自動かんな盤、精密卓上フライス盤、電気測定機器、3Dプリンター、Tシャツプリンタ・マグカップ印刷、などの機器・設備が利用可能である。

## 学部長
- 澤野利章（2022年-）

## 所在地
校舎は習志野市の実籾校舎と、同市泉町の津田沼校舎の二箇所があり、1年生は実籾校舎、2年生からは津田沼校舎で授業を行っている。
- 津田沼キャンパス
  - 千葉県習志野市泉町1-2-1
  - 敷地面積：93,368.51m²
- 実籾キャンパス
  - 千葉県習志野市新栄2-11-1

交通案内
- JR津田沼駅　北口
  - 京成バス4番のり場
  - 京成バス5番のり場
  - 京成本線「京成大久保駅」から徒歩約10分。
- JR津田沼駅　北口
  - 京成バス5番のり場
  - 京成本線「実籾駅」から徒歩約10分。

## 学園祭
毎年11月に「桜泉祭」（おうせんさい）が津田沼キャンパスで開催される。学生サークルによるイベントライブ、模擬店、講演会、などが企画され、多くの来場客で賑わっている。

## 過去に展示された作品
- 2011年6月 - 東京ビッグサイトで開催された「次世代自動車産業展2011」で、機械工学科邉研究室の学生が製作したBashという車名のEVが展示された[7]。
- 2014年12月 - JR東京駅内にある美術館、東京ステーションギャラリーで東京駅開業100周年を記念して、「東京駅100年の記憶」が2014年12月13日から3月1日にかけて開催された。ここに、建築工学科の学生が作成した東京駅から丸の内までのジオラマ作品が展示された[8]。

## 関係者
出身者
- 岩本司 - 元民主党参議院議員
- 岡田秀春 - 音楽プロデューサー、作曲家、芸能事務所社長（ピュアハーツ、トレジャーハート）、NPO法人音楽で日本の笑顔を 理事長
- 白眞勲 - 立憲民主党参議院議員
- 坂本健 - 東京都板橋区長
- 栗原幹雄 - ほっかほっか亭共同創業者、フレッシュネス社長
- 山名学 - ゲームクリエイター、ジニアス・ソノリティ社長
- 大平貴之 - プラネタリウムクリエイター、大平技研社長
- 鍋島千恵 - 建築家（日本建築学会賞受賞）
- 泉幸甫 - 建築家、日本大学生産工学部教授
- 林家ぼたん - 落語家
- hitomi - 歌手、シンガーソングライター(中退)
- 渡辺明 - 建築家、渡辺明設計事務所社長（日本建築学会賞受賞）
- 中田善久 - 建築学者、日本大学理工学部教授（日本建築学会賞受賞）
- 黒沢隆 - 建築家、建築評論家
- なかだえり - イラストレーター
- 長野久義 - プロ野球選手
- 弓削隼人 - プロ野球選手
- 上川畑大悟 - プロ野球選手

その他